# Union zur Förderung von Oel- und Proteinpflanzen

Logo der Union zur Förderung von Oel- und Proteinpflanzen e. V.

Die Union zur Förderung von Oel- und Proteinpflanzen e. V. (UFOP) ist ein deutscher Verband, der sich für die Interessen aller an der Produktion, Verarbeitung und Vermarktung heimischer Öl- und Eiweißpflanzen beteiligter Akteure einsetzt. Sie wurde 1990 vom Deutschen Bauernverband e.V. (DBV) und dem Bundesverband Deutscher Pflanzenzüchter e.V. (BDP) gegründet. Der Vereinssitz und die Bundesgeschäftsstelle befinden sich in Berlin.

## Schwerpunkte
Der Schwerpunkt der Arbeit der UFOP liegt in der Förderung des Ölpflanzenanbaus und der Pflanzenölnutzung in Deutschland. Dabei wird sowohl die Stärkung des Pflanzenölmarktes im Bereich der Lebensmittelindustrie wie auch in der energetischen Nutzung in Form von Biodiesel oder Pflanzenöldirektnutzung sowie des Bereichs Futtermittel, etwa durch Rapskuchen, betrieben.
Erreicht werden die Ziele durch umfassende Informations- und politische Lobbyarbeit auf nationaler und internationaler Ebene. Auch die Erforschung neuer Verwertungsmöglichkeiten und Entwicklung sowie die Optimierung der landwirtschaftlichen Produktion durch gezielte Forschungsförderung und Unterstützung des Sortenprüfwesens gehören zu den Kernaufgaben.

## Mitglieder
Neben den Gründungsvereinen, dem Deutschen Bauernverband e. V. und dem Bundesverband Deutscher Pflanzenzüchter e. V., sind eine Reihe von weiteren Vereinen, Unternehmen und Einzelmitglieder in der Union zur Förderung von Oel- und Proteinpflanzen e. V. organisiert, unter anderen die Landesbauernverbände, der Deutsche Raiffeisenverband, der Bundesverband der Agrargewerblichen Wirtschaft e. V., der Verband Deutscher Ölmühlen, der Bund der Deutschen Landjugend und der Verband der Landwirtschaftskammern e. V.